# Санхозеански чекињасти кунић
Санхозеански чекињасти кунић (лат. Sylvilagus mansuetus, енгл. San José brush rabbit, рус. Щетинистый кролик), је врста сисара (Mammalia) из рода Sylvilagus породице зечева (Leporidae) која припада реду двозубаца.

## Опис
Санхозеански чекињасти кунић се од својих сродника разликује по светлијем крзну, већим ушима и по већој и дужој лобањи. Зимско крзно му је жуто или жутосиво. Крзно је на леђима прошарано црном бојом, док је на боковима светлије. Блиско је сродан калифорнијском чекињастом кунићу (Sylvilagus bachmani), који насељава оближње полуострво Доња Калифорнија. У прошлости су неки аутори сматрали да је санхозеански кунић подврста калифорнијског чекињастог кунића. Најновије анализе ДНК, врста Sylvilagus mansuetus, Sylvilagus floridanus, Sylvilagus audubonii, Sylvilagus brasiliensis и Lepus californicus су показале да је међу врстама чији је ДНК анализиран, санхозеански чекињасти кунић генетски најудаљенији.

## Распрострањеност
Санхозеански чекињасти кунић је ендемска врста пустињског острва Сан Хозе, чија је површина 170 km² и које се налази у Калифорнијском заливу, у мексичкој држави Јужна Доња Калифорнија. Острво од копна одваја 5–8 km широк канал. Површина коју врста насељава је отприлике 20km², а процењена густина насељености врсте је 25-35 јединки по km². Најмања међу свим врстама из реда двозубаца.

## Угроженост
Санхозеански чекињасти кунић је на црвеној листи Међународне уније за заштиту природе (IUCN) наведен као критично угрожена врста. Главни разлог је присуство на острву подивљалих мачака, чији је плен, али и због губитка станишта, присуства пацова на острву, као и због развојних пројеката и криволова, који је довео до пада популације од 1995/1996.
Да би врста била сачувана, предложено је уклањање подивљалих мачака са острва и спровођење даљих истраживања. Иако је врста заштићена мексичким законом, ловци који легално лове инвазивне врсте коза, редовно нелегално лове куниће.